# Gyulai István (atléta)
Gyulai István (Budapest, 1943. március 21. – Monte-Carlo, 2006. március 11.) atléta, sportriporter, a Nemzetközi Atlétikai Szövetség (IAAF) főtitkára.

## Huszonnyolcszoros magyar bajnok
Gyulai István atlétaként kezdte pályafutását, először a Bp. Honvéd, majd a BEAC színeiben, rövidtávú futószámokban összesen 28-szor nyert magyar bajnokságot, 1961-1969 között válogatott volt. Az 1963-as Universiádén arany, az 1965-ösön pedig ezüstérmet szerzett. Elindult az 1964-es tokiói olimpián is.
Gyulai az ELTE-n szerezte diplomáját, négy idegen nyelvet beszélt. Az egyetem után a Magyar Televízió újságírója lett, ahol az 1972-es téli olimpiával kezdődően több világeseményről és olimpiáról tudósított. Később a Telesport főszerkesztőjeként folytatta munkáját, egészen az IAAF főtitkári posztja elnyeréséig.

## Huszonkét év a nemzetközi szervezetnél
Gyulait 1984-ben választották a Nemzetközi Atlétikai Szövetségnél (IAAF) tanácsába dr. Sír József helyére, 1991-ben a szervezet főtitkárává nevezte ki az akkori elnök, dr. Primo Nebiolo, haláláig ezen a poszton tevékenykedett. Beosztása mellett ellátta a sajtórészleg elnöki beosztásával járó feladatokat is.
Magyarországon 1991-től 2001-ig az Atlétikai Szövetség alelnöke volt, távozásakor tiszteletbeli elnöki címet kapott.

## Családja
Két felesége és négy gyermeke volt. Egyik fia, Miklós korábban rövidtávfutóként ért el sikereket, részt vett nyári olimpián is, később télin is a bobválogatottal. Másik fia, Márton szintén bobversenyző volt, indult a 2002-es és 2006-os téli olimpián is. Édesapjuk nyomdokaiba lépve mindketten közismert televíziós sportriporterek lettek, valamint 2008 februárja óta vezetik a Magyar Atlétikai Szövetséget. Katalin lánya televíziós szerkesztő, Júlia nevű lánya pedig táncos-koreográfus.

## Kitüntetései
- MNK Sport Érdemérem
- Ifjúsági Érdemérem
- Kiváló Munkáért

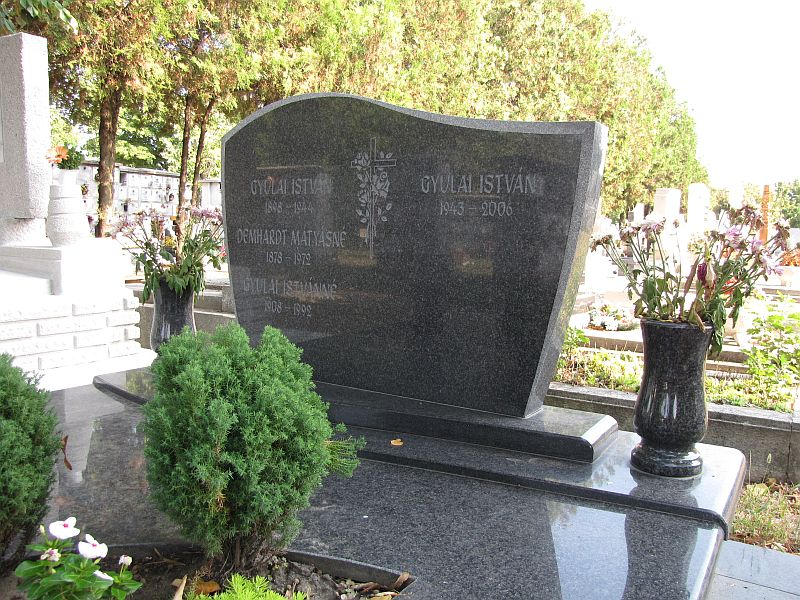
Sírja Budapesten. Pesterzsébeti temető: 38-X-1-1/2.

- 1989 – Olasz Köztársaság Lovagrendje[2]
- 2002 – Esterházy Miksa-díj
- 2003 – Magyar Örökség díj

## Emlékezete
- 2011 óta minden évben megrendezésre kerül a Gyulai István Memorial – Atlétikai Magyar Nagydíj. Azóta a sportesemény igen nagy jelentőségűvé nőtte ki magát. 2014-től a verseny állandó helyszíne a székesfehérvári Regionális Atlétikai Központ.
- 2012-től Pesterzsébeten a Stromfeld Aurél Általános Iskola Gyulai István nevét vette fel.
- 2006 óta a nevét viseli Debrecenben a Gyulai István Atlétikai Stadion és Edzésközpont.[3]
- 2016-ban hozta létre a Magyar Sportújságírók Szövetsége a Gyulai István-díjat[4]

## Könyvei
- Foglalkozásunk: sportriporter (társszerző) (1979)